# Philadelphia Dance Company

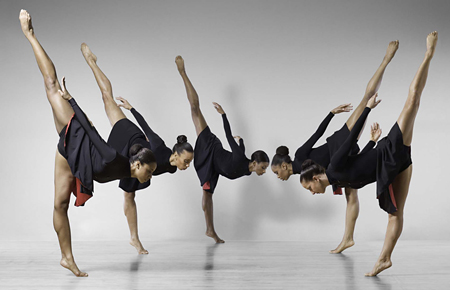
La Philadelphia Dance Company interprète Enemy Behind the Gates de Christopher Huggins. De gauche à droite, les danseuses Teneise Mitchell, Mora Amina Parker, Erin Barnett, Erin Moore et Tracy Vog.

La Philadelphia Dance Company ou Phidanco est une institution musicale de la ville de Philadelphie, spécialisée en danse moderne. Elle a été fondée en 1970 par Joan Myers Brown, en marge d'autres institutions telles que le Pennsylvania Ballet spécialisé en danse classique et en ballet. La Phidanco se produit sur le territoire américain mais aussi à l'étranger, et est considéré comme un pionnier dans la mesure où il s'agit de l'une des premières compagnies à avoir engagé des danseurs à l'année, à avoir logé ses employés, et surtout à avoir possédé des installations sans s'être endettée. La Phidanco a en outre mis en place un programme visant à l'intégration des afro-américains dans le monde de la danse.